# San Pietro Avellana
San Pietro Avellana és una ciutat italiana de 496 habitants a la província d'Isernia a Molise, coneguda per la bellesa de la zona i reconeguda com «la patria de la tòfona blanca».